# Forgotten Rebels
Die Forgotten Rebels sind eine kanadische Punkrockband aus Hamilton, die 1977 gegründet wurde. Einziges noch aktives Mitglied der Gründungsformation ist Sänger Mickey DeSadist (Mike Grelecki).

## Geschichte
Die Punkrock-Bewegung war gerade erst entstanden als sich einige Jugendliche aus Hamilton im August 1977 zusammenschlossen. Mike Grelecki, Sänger und Gründungsmitglied schrieb über die Musik, durch die sie inspiriert wurden, folgendes:

„The band’s we most admired were, Bowie, T-Rex, Gary Glitter, and the Sweet […]“

„Die Bands, die wir am meisten bewunderten, waren Bowie, T-Rex, Gary Glitter und The Sweet […]“

Im Sommer 1977 erschien ihre erste Aufnahme mit dem Titel Burn the flag und kurze Zeit später kam die EP Tomorrow belongs to us mit vier Titel heraus. Diese Aufnahme wurde 1998 auf CD neu aufgelegt.
Der Titel ihres ersten Albums, das 1979 veröffentlicht wurde, lautete In love with the system. 1981 kam Dave Mcghire als Schlagzeuger zur Band und es erschien das zweite Album This ain’t Hollywood mit dem Punkpartysong Surfin on Heroin. In den frühen 1980er Jahren ging die Band auf mehrere Tourneen, ehe sie 1985 ins Studio zurückkehrten, um Boys will be boys aufzunehmen und ihr erstes Musikvideo zu produzieren. 1988 unterzeichneten die Forgotten Rebels einen Plattenvertrag mit Restless, Enigma und Capitol Records. Im Jahr 1989 erschien das Album Surfin on Heroin. Nach einer Show in Tijuana Mexiko verließ der bisherige Gitarrist Mike „Taster“ Mirabella die Band. Seinen Platz an der Gitarre übernahm Jeff Campbell.
Es folgten bis 1994 einige Tourneen, die Aufnahme des Albums Criminal Zero und zwei weitere Musikvideos zu den Liedern the Hammer und Buried alive. Anschließend waren die Forgotten Rebels auch in den USA und in Europa auf Tour. Sie traten unter anderem gemeinsam mit Bands wie Clash, Ramones, The Cramps oder Künstlern wie Iggy Pop, Ian Hunter und Mick Ronson auf. Ihre letztes Konzerte (Stand Mai 2021) fanden am 29. Februar 2020  Call The Office in London und am 20. Juni 2020 in der Warehouse Concert Hall, St. Catharines in Ontario statt.

## Diskografie
Studioalben
- 1979: In Love with the System
- 1981: This ain’t Hollywood
- 1986: The Pride and the Disgrace
- 1988: Surfin’ on Heroin
- 1989: Untitled (ohne Titel)
- 1994: Criminal Zero
- 2000: Nobodys heros von EMI worldwide
- 2011: Live – Last Ones Standing

EPs
- 1977: Burning the Flag
- 1978: Tomorrow Belongs to Us
- 1985: Boys Will be Boys

Musikvideos
- 1979: Elvis is Dead
- 1980: Eve of Destruction
- 1985: Boys Will Be Boys
- 1989: Rock n Roll is a Hard Life
- 1990: Dizzy
- 1994: The Hammer
- 1994: Buried Alive
- 2002: No Place to Hide